# 2019年滋賀県議会議員選挙
2019年滋賀県議会議員選挙（2019ねんしがけんぎかいぎいんせんきょ）は、2019年（平成31年）4月7日に投票が行われた滋賀県議会の議員を改選するための一般選挙である。

## 概要
県議会議員の4年の任期満了に伴う選挙であり第19回統一地方選挙の一環として行われた。なお、滋賀県議会議員選挙は1947年（昭和22年）4月に実施された第1回の選挙からいずれも統一地方選挙の日程で実施されている。

## 選挙データ
- 告示日:2019年3月29日
- 投開票日:2019年4月7日
- 改選議席数:51議席
- 選挙区:13選挙区（うち3選挙区で無投票）
- 立候補者:61名（うち3名が無投票当選）

自由民主党:22名
公明党:2名
チームしが:9名
日本共産党:7名
立憲民主党:5名
無所属:16名

## 選挙結果
県政与党のチームしがは公認候補全員が当選した。同じく与党の立憲民主党は3議席となった。最大野党の自民党は比較第一党を維持したものの大津市選挙区で現職2人が共倒れするなどし、3議席減となった。共産党は東近江市・日野町・愛荘町で初の議席を獲得し、1議席増となった。公明党は勢力を維持した。

## 当選者
チームしが 
 立憲民主党 
 自民党 
 公明党 
 共産党 
 無所属 
| 大津市                   | 佐藤健司   | 目片信悟   | 河井昭成   | 清水ひとみ |
| 大津市                   | 成田政隆   | 佐口佳恵   | 節木三千代 | 中村才次郎 |
| 大津市                   | 黄野瀬明子 | 桑野仁     |            |            |
| 彦根市・犬上郡           | 中沢啓子   | 細江正人   | 大野和三郎 | 江畑弥八郎 |
| 長浜市                   | 川島隆二   | 柴田清行   | 大橋通伸   | 杉本敏隆   |
| 近江八幡市・竜王町       | 有村国俊   | 重田剛     | 今江政彦   |            |
| 草津市                   | 白井幸則   | 奥村芳正   | 山本正     | 駒井千代   |
| 守山市                   | 小川泰江   | 岩佐弘明   |            |            |
| 栗東市                   | 九里学     | 竹村健     |            |            |
| 甲賀市                   | 村上元庸   | 田中松太郎 | 富田博明   |            |
| 野洲市                   | 井狩辰也   | 冨波義明   |            |            |
| 湖南市                   | 生田邦夫   | 塚本茂樹   |            |            |
| 高島市                   | 海東英和   | 清水鉄次   |            |            |
| 東近江市・日野町・愛荘町 | 加藤誠一   | 本田秀樹   | 木沢成人   | 周防清二   |
| 東近江市・日野町・愛荘町 | 松本利寛   |            |            |            |
| 米原市                   | 角田航也   |            |            |            |

### 補欠選挙
| 年     | 月  | 選挙区       | 当選者   | 当選政党 | 欠員     | 欠員政党 | 欠員事由         |
| ------ | --- | ------------ | -------- | -------- | -------- | -------- | ---------------- |
| 2022年 | 7月 | 大津市選挙区 | 桐田真人 | 自民党   | 佐藤健司 | 自民党   | 大津市長選挙出馬 |
| 2022年 | 7月 | 湖南市選挙区 | 菅沼利紀 | 自民党   | 生田邦夫 | 自民党   | 湖南市長選挙出馬 |